# Fexofenadină
Fexofenadina  este un antihistaminic H1 derivat de piperidină, de generația a 2-a, fiind utilizat în tratamentul alergiilor, în special al urticariei cronice idiopatice și rinitei alergice sezoniere. Calea de administrare este orală.
Molecula a fost patentată în 1979 și a fost aprobată pentru uz medical în 1996. Este disponibilă sub formă de medicament generic. Este metabolitul terfenadinei.

## Utilizări medicale
Fexofenadina este utilizată ca tratament simptomatic în alergii:
- Rinită alergică
- Urticarie cronică idiopatică

## Farmacocinetică
- Absorbție orală bună, concentrații plasmatice maxime atinse după 1-3 ore de la administrare.[11]
- Distribuție: legare în procent 60-70% de proteinele plasmatice.[11]
- Metabolizare: este substrat al CYP3A4, dar doar 5% este metabolizată hepatic.
- Eliminare: majoritar netransformat în bilă, fecale (80%) și urină (aproximativ 10%).[11]

## Reacții adverse
Fiind un antihistaminic de generația a 2-a, produce foarte rar sau deloc sedare. Poate produce cefalee.